# Robert Bergmann (General)
Robert Bergmann (* 30. Juli 1949 in Braunschweig) ist ein Generalmajor a. D. des Heeres der Bundeswehr und war zuletzt Kommandeur der Führungsakademie der Bundeswehr in Hamburg.

## Militärische Laufbahn
Bergmann trat nach dem Abitur im Oktober 1969 beim Panzerartilleriebataillon 25 in Braunschweig in den Dienst der Bundeswehr. Im Rahmen der Ausbildung zum Offizier absolvierte Lehrgänge an der Heeresoffizierschule I. Danach diente er in diesem Bataillon in verschiedenen Verwendungen als Zugführer und vorgeschobener Beobachter/Batterieoffizier und schließlich als Nachrichtenoffizier (S2). 1977 wurde er Batteriechef und übernahm erst die 4. und später die 5. Batterie des Braunschweiger Bataillons.
Von 1981 bis 1983 absolvierte Bergmann den 24. Generalstabslehrgang an der Führungsakademie der Bundeswehr in Hamburg und diente anschließend bis 1985 als Nachrichtenstabsoffizier (G2) im Stab der 10. Panzerdivision in Sigmaringen. Von 1985 bis 1986 absolvierte er in Madrid die Generalstabsausbildung des Spanischen Heeres. Danach hatte er bis 1989 den Posten des Planungsoffiziers (G4) im Hauptquartier der Central Army Group der NATO in Heidelberg inne.
1989 wurde er Kommandeur des Feldartilleriebataillons 71 in Dülmen. Von 1990 bis 1992 war Bergmann im Stab der 3. Panzerdivision in Buxtehude der Personalstabsoffizier (G1). 1992 wurde er in den Pressestab des Bundesministerium der Verteidigung versetzt und diente dort bis 1994 als Sprecher des Generalinspekteurs der Bundeswehr, General Klaus Naumann. Von 1994 bis 1996 war Bergmann Kommandeur des Artillerieregiments 7 in Dülmen. Von 1996 bis 1997 war er militärischer Berater des Hohen Repräsentanten der Vereinten Nationen in Bosnien und Herzegowina, Carl Bildt, in Sarajevo.
1997 übernahm Bergmann in Strausberg die Akademie der Bundeswehr für Information und Kommunikation; er führte sie ein Jahr lang. Von 1998 bis 2000 diente er als Gruppenleiter 22 in der Abteilung 2 (Außen-, Sicherheits- und Entwicklungspolitik) des Bundeskanzleramtes in Bonn und Berlin. Im Jahre 2000 übernahm Bergmann als Oberst und letzter Kommandeur vor der Auflösung der Brigade im August 2002 das Kommando über die Panzergrenadierbrigade 19 in Ahlen. Während dieser Zeit war er vom Dezember 2000 bis zum Juni 2001 im Rahmen der SFOR im Auslandseinsatz  und fungierte in Mostar als Chef des Stabes der Multinationale Division-SE unter dem Kommando des französischen Generalmajors Robert Meille.
Von 2002 bis 2004 kommandierte Bergmann die Panzerbrigade 21 in Augustdorf und absolvierte in dieser Verwendung abermals vom Juni bis November 2003 einen Auslandseinsatz als Kommandeur der Multinationalen Brigade (SW) der KFOR in Prizren im Kosovo. Im Anschluss an diese Verwendung übernahm er von 2004 bis 2006 das Kommando über das Zentrum Innere Führung in Koblenz. Im Juni 2006 wurde er ins Verteidigungsministerium versetzt und war dort bis 2008 als Stabsabteilungsleiter I (Innere Führung, Personal, Ausbildung) im Führungsstab der Streitkräfte (FüS I) unter dem Chef des Stabes Manfred Engelhardt eingesetzt.
Vom 7. Februar 2008 bis zum 14. Juli 2011 war Bergmann Kommandeur der Führungsakademie der Bundeswehr in Hamburg. Anschließend wurde er in den Ruhestand versetzt.
In 2008/09 war er Vizepräsident der Clausewitz-Gesellschaft.
Er ist verheiratet und hat drei Kinder.